# Sammy Gravano

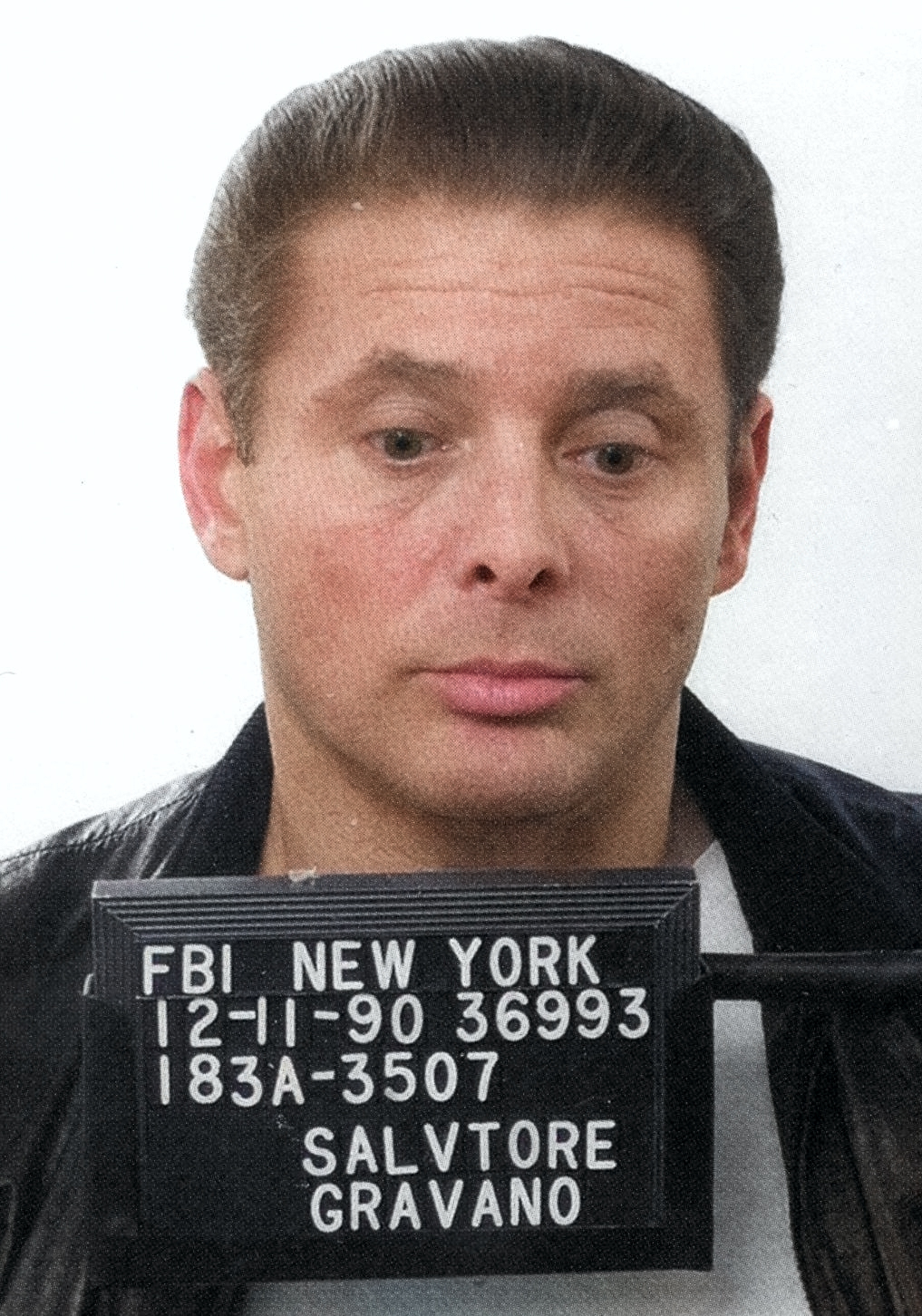
Salvatore Gravano (1990)

Salvatore „Sammy the Bull“  Gravano (* 12. März 1945 in Bensonhurst, Brooklyn) ist ein US-amerikanischer Mobster der US-amerikanischen Cosa Nostra in New York City.

## Leben

### Jugend
Gravano wurde als Sohn von Giorlando „Gerry“ und Caterina „Kay“ Gravano, die aus Sizilien emigriert waren, geboren. Gravano hatte zwei ältere Schwestern. Er wuchs in Bensonhurst auf, einem Stadtteil mit damals hohem Anteil an Italo-Amerikanern.
Bereits im Alter von sieben Jahren stahl er auf seinem Weg zur Schule täglich zwei Cupcakes aus einem örtlichen Laden, bis er vom Ladenbesitzer erwischt wurde und eine Verwarnung erhielt. Im Alter von 13 Jahren trat er der Jugendbande „Rampers“ bei, die in Bensonhurst ihr Unwesen trieb.
Da er eine große Ähnlichkeit mit seinem Onkel Salvatore („Sammy“) gehabt haben soll, wurde es üblich, ihn auch mit Sammy anzusprechen. Als ihm sein Fahrrad gestohlen wurde, stellte er die Diebe und wurde bei diesem Kampf von einigen Mafiosi aus einem benachbarten Café beobachtet, die seinen Kampfstil als bullengleich bewerteten, woraus sein Spitzname entstand: „The Bull“ und somit „Sammy the Bull“.
Seine Leistungen in der Schule waren auf Grund seiner Legasthenie schlecht; seine Lehrer hielten ihn aber nur für langsam und er wurde deshalb zweimal nicht in die nächste Stufe versetzt. Die damit verbundenen Hänseleien seiner Mitschüler beantwortete er mit Gewalt – auch die Versuche seines Vaters ihn zu erziehen scheiterten – und mit 16 erzwang die Schulleitung seinen Austritt. 1964 wurde er in die United States Army eingezogen, diente zwei Jahre – überwiegend als Koch – und wurde im Range eines Corporals ehrenhaft entlassen.

### Kriminelle Karriere
Jugendbanden wie die, in der Gravano tätig war, wurden von den Mafiosi als Rekrutierungspool genutzt und so knüpfte Gravano Kontakte insbesondere zur Colombo-Familie – einer der Fünf Familien von New York City – und galt bald als Assoziierter innerhalb der amerikanischen Cosa Nostra. Andere Assoziierte der Colombo-Familie kannte er noch aus Kindertagen; insbesondere seinen Jugendfreund Gerard Pappa.
1971 heiratete er Debra Scibetta. Als Vollmitglied sollte er später ihren Bruder Nicholas Scibetta ermorden. Gravano ist außerdem der Schwager der Gambino-Capos Edward und Mario Garafol. 1977 wurde er als Vollmitglied in die Gambino-Familie unter Paul Castellano aufgenommen, nachdem er einen Auftragsmord erfolgreich ausgeführt hatte.
In seiner Jugend hatte sich Gravano noch mit Einbruchdiebstahl und Raub durchgeschlagen. Nach seiner Aufnahme in die Gambino-Familie wurde er Inhaber einiger Cocktailclubs und stieg ins Baugeschäft ein, das damals in ganz New York City vom Organisierten Verbrechen kontrolliert wurde; insbesondere durch die Unterwanderung und Korrumpierung der Gewerkschaften. Außerdem kontrollierte der Clan über James Failla seit den 1960er Jahren die Müllabfuhr der Stadt.
Im Jahr 1985 wurde Gravano wegen Steuerhinterziehung angeklagt und freigesprochen; im selben Jahr beteiligte er sich zusammen mit John Gotti an der Ermordung von Paul Castellano. Dabei hatten sich Gravano und Frank DeCicco vorbehalten, Gotti selbst zu beseitigen, wenn sie nach einem Jahr mit seiner Amtsführung nicht zufrieden sein sollten. 1987, zwei Jahre später, stieg er unter dem neuen Boss Gotti zum Consigliere auf und wurde 1990 dessen Stellvertreter und damit Vize-Boss der Gambino-Familie.

### Pentito
Anfang der 1990er Jahre brachen zum ersten Mal auf breiter Ebene führende Mafiaangehörige das ansonsten so obligatorische Schweigen (Omertà) und arbeiteten mit der Regierung zusammen. Auch Gravano wurde zu einem solchen „Pentito“.
Gravano war über den Führungsstil Gottis enttäuscht; kritisierte insbesondere dessen – bis dahin in Mafiakreisen unübliche – Medienpräsenz und die damit verbundene Aufmerksamkeit; Gotti wollte von dieser Kritik angeblich nichts hören. Hinzu kam ein Streit über die prozentualen Gewinnanteile, die jeder Boss der Mafia von seinen Untergebenen einfordern konnte. Gotti verlangte sehr hohe Gewinnanteile und auch Gravano wurde als Consigliere und schließlich Unterboss nicht davon ausgenommen.
Zum Bruch kam es, als das FBI Gravano Mitschnitte von Gesprächen von Gotti vorspielte. Ende 1990 hatte das FBI genug Beweismaterial – insbesondere durch diese heimlich abgehörten Gespräche – gesammelt, um eine Anklage durch die Staatsanwaltschaft vorbereiten zu lassen. Gotti, Gravano und Frank LoCascio wurden im Ravenite Social Club in Little Italy verhaftet und wenig später angeklagt.
In den mitgeschnittenen Gesprächen ist Gotti zu hören, wie er sich über Gravano auslässt, ihm vorwirft, zu gierig zu sein und eine Familie innerhalb der Familie gründen zu wollen und außerdem zahlreiche Morde Gravanos aufzählt. Auch eine mögliche Ermordung Gravanos soll in diesen Gesprächen erwogen worden sein. Im Herbst 1991 entschloss sich Gravano dazu, als Kronzeuge gegen Gotti auszusagen, und wurde in die FBI-Ausbildungsstätte von Quantico in Virginia verlegt.
Im selben Jahr sagte Sammy Gravano gegen Vincent Gigante, John Gotti und dessen Consigliere Frank LoCascio aus. Insbesondere enttarnte er die vorgebliche Senilität von Gigante als Schauspiel. Er zitierte dabei eine angebliche Äußerung seines Bosses John Gotti, der Gigante 1988 nach einem Treffen als „Crazy like a fox“ bezeichnet haben soll. Alphonse D’Arco, ein ehemaliger Unterführer der Lucchese-Familie, bestätigte Gravanos Aussage zur Zurechnungsfähigkeit und Teilnahme Gigantes an hochrangigen Mafiatreffen, bei denen dieser zugegeben habe, dass sein exzentrisches Verhalten als Täuschungsmanöver angelegt war.
Durch diese Aussagen wurde Gravano zum bis dahin ranghöchsten Mafioso, der zum Pentito wurde und die Omertà brach, bis 1993 Anthony Casso – Consigliere und Underboss der Lucchese-Familie – und 2004 Joseph Massino – damals Boss der Bonanno-Familie – ebenfalls mit den Behörden kooperierten.
Gotti und LoCascio wurden zu lebenslanger Haft verurteilt. Gravano, der im Prozess 19 Morde gestanden hatte – 11 davon im Auftrage Gottis –, erhielt eine reduzierte Strafe von fünf Jahren wegen des Verstoßes gegen den RICO-Act. Für seine Aussage war ihm Straffreiheit hinsichtlich seiner Morde zugesagt worden.

### Rückfall in die Kriminalität
Einige Jahre nach dem Gotti-Prozess wurde Gravano freigelassen, und er begann mit Hilfe des Zeugenschutzprogramms der USA in Arizona ein neues Leben unter neuem Namen und der Biografie eines redlichen Arbeiters. Bald jedoch nahm er seine kriminellen Kontakte wieder auf und stieg mit seinen alten Kumpanen und einigen Verwandten in den Drogenhandel ein. Sie bauten ein flächendeckendes Netz für die Designerdroge Ecstasy in ganz Arizona auf.
Seine Aktivitäten blieben nicht verborgen; die Gambino-Familie spürte ihn auf und setzte ein Mordkommando auf ihn an. Knapp bevor dieses zuschlagen konnte, wurde Gravano 1999 verhaftet und im September 2001 zu zwanzig Jahren Haft verurteilt. Mit ihm wurden seine Frau Debra, seine Tochter Karen sowie sein Sohn Gerard als Komplizen verhaftet. Sein Sohn erhielt eine Haftstrafe von neun Jahren, seine Frau und seine Tochter Bewährungsstrafen.
Dieser erneute Einstieg in die kriminelle Szene hatte auch in anderen Strafverfahren Folgen. Als 1999 der Boss der Westies, einer Bande, die mit der Gambino-Familie kooperierte, in Miami verhaftet wurde, konnte offenbar kein Verfahren eröffnet werden, da Gravano als rückfälliger Krimineller als nicht mehr glaubwürdig galt. Der gebürtige Serbe Bosko Radonjich entzog sich nach seiner Freilassung einer weiteren Verfolgung durch seine Rückkehr nach Jugoslawien.
Gravano leidet seit seiner Inhaftierung an Morbus Basedow; er hat beträchtlich an Gewicht und seine Haare verloren. In Phillip Carlos Buch Confessions of a Mafia Boss, welches das Leben von Anthony Casso beschreibt, wird Mithäftling Casso zitiert, dass Gravano seine Zelle nur noch zur Nahrungsaufnahme verlassen und auch selten an Gottesdiensten teilgenommen haben soll.
Ab Mai 2012 war Gravano in einem Gefängnis in Arizona inhaftiert und wurde am 18. September 2017 auf Bewährung entlassen.

## Adaptionen

### Musik
Die Band The Mighty Mighty Bosstones veröffentlichen 2002 den Song Mr. Moran, der sich mit Sammy Gravano beschäftigt. Das Intro besteht aus den gesprochenen Worten:

“My name is Salvatore Gravano. Early in my life i was given the nickname ‚Sammy the Bull‘.  I was arrested with John Gotti. I was his underboss and second of command in the Gambino family.”

„Mein Name ist Salvatore Gravano. Schon früh in meinem Leben gab man mir den Spitznamen ‚Sammy der Bulle‘. Ich war zusammen mit John Gotti inhaftiert. Ich war sein Unterführer und Stellvertreter in der Gambino-Familie.“

Der Rapper Proof veröffentlichte auf dem Album Searching for Jerry Garcia ein Lied mit dem Namen Sammy da Bull.
Rick Ross erwähnt Gravano zusammen mit John Gotti in seinem Song B.M.F. (Blowin’ Money Fast).

### Film
- 1994 wurde Gravano von Ron Gabriel in Allein gegen die Unterwelt (Fernsehfilm von CBS) dargestellt.[7]
- 1996: Der Untergang der Cosa Nostra (USA), (2005 ins Deutsche übersetzt) Gravano wird von William Forsythe dargestellt.
- 1998: verfilmte Regisseur Thaddeus O’Sullivan die Gangsterkarriere von Gravano im Film The Mob – Der Pate von Manhattan (Originaltitel: Witness to the Mob).
- 2018: In der Filmbiografie Gotti wird Gravano von William DeMeo dargestellt.